# Fusible réarmable PTC
Un fusible réarmable CTP (CTP = coefficient en température positif), ou fusible réarmable PTC (nommé en anglais polymeric positive temperature coefficient device (PPTC) - ou plus généralement polyfuse ou polyswitch) est un composant électronique passif utilisé pour protéger contre les défauts de surintensité dans les circuits électroniques. Il s'agit en fait d'une thermistance non linéaire qui retourne à un état conducteur une fois que le courant a chuté, faisant plutôt office de disjoncteur, permettant ainsi au circuit de fonctionner à nouveau sans ouvrir le châssis ou remplacer un composant. Les fusibles réarmables CTP sont souvent utilisés dans les alimentations d'ordinateur, notamment à cause de la norme PC 99[réf. nécessaire] et dans les applications où le remplacement de pièces est difficile (nucléaire, aérospatiale...).

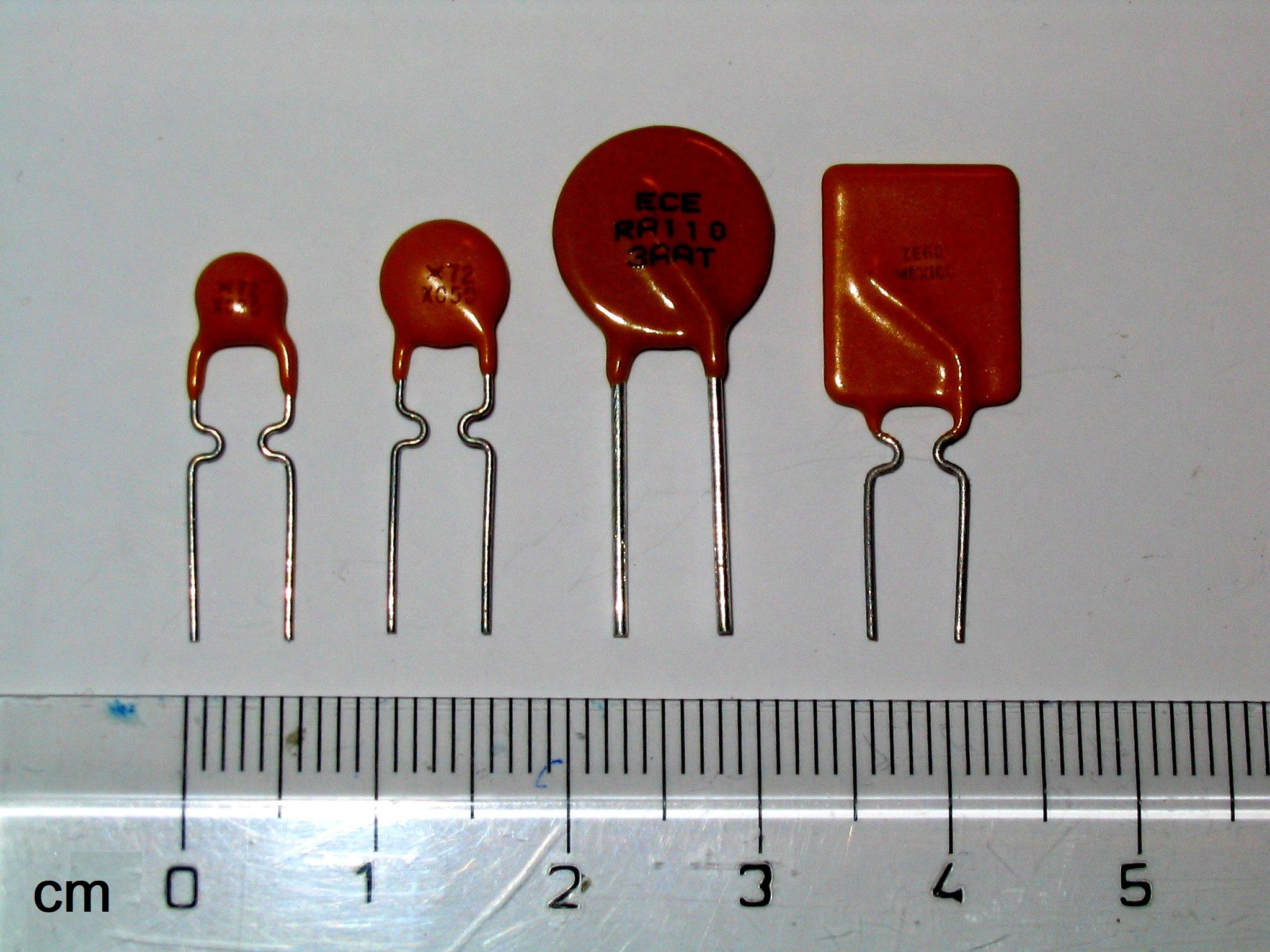
Fusibles réarmables CTP / PTC

Une autre application de tels dispositifs est la protection de haut-parleurs audio, en particulier des tweeters, de dégâts quand ils sont sur-sollicités : en mettant une résistance ou une ampoule en parallèle avec le dispositif PPTC, il est possible de concevoir un circuit qui limite le courant total dans le tweeter à une valeur sûre sans le couper totalement, permettant ainsi au haut-parleur de continuer à travailler sans dégâts quand l'amplificateur y injecte une puissance excessive. Un simple fusible protégera aussi le haut-parleur, mais devra être remplacé pour permettre à nouveau le fonctionnement.
Ces composants sont vendus par différentes compagnies sous des marques variées, entre autres « PolySwitch » (TE Connectivity), Semifuse (ATC Semitec), « Fuzetec » (Fuzetec Technology), Polyfuse (Littelfuse) et Multifuse (Bourns, Inc.).[réf. nécessaire]
Un composant PPTC est caractérisé par un courant permanent admissible (ou ampacité). Quand le courant passant dans le composant (qui a une petite résistance électrique dans l'état passant) dépasse la limite, le composant chauffe au-delà d'une température-seuil et la résistance augmente soudainement de plusieurs ordres de grandeur à une valeur « déclenchée », typiquement des centaines de kilo-ohms, ce qui limitera fortement le courant en raison de l'impédance finie de la source. Le courant de déclenchement peut varier de 20 mA à 100 A, suivant le composant et le circuit.
Un composant CTP polymère comprend typiquement une matrice organique isolante cristalline, qui est chargée de particules de noir de carbone pour la rendre conductrice. À l'état froid, le polymère est dans un état cristallin, avec le carbone forcé à rester dans les régions entre les cristaux, formant un grand nombre de chaînes conductrices et lui conférant une faible « résistance initiale » lui permettant de passer un courant de maintien. Si un courant excessif (le courant de déclenchement passe à travers le composant, l'échauffement par effet Joule du composant sera suffisant pour passer de l'état cristallin à l'état amorphe, ce qui est lié à une expansion de volume. Cette expansion sépare les particules de carbone et casse ainsi les chaînes conductrices, entraînant une augmentation de la résistance, qui entraîne à son tour une augmentation de l'échauffement, une augmentation de la résistance… jusqu'à ce que le courant dans le circuit baisse fortement. À l'état déclenché, il reste un faible courant dans le composant, nécessaire pour maintenir la température correspondant à cet état (haute résistance, température élevée) — le composant fonctionne de manière bistable. Le matériau critique utilisé dans ces fusibles réarmables, qui est un composite plastique-noir de carbone, fut découvert par l'auteur et scientifique Fred Kohler, et breveté comme le brevet américain #3.243.753, du 29/03/1966.
Une fois l'alimentation éteinte et le défaut (surcharge ou court-circuit) corrigé, le composant se refroidit, ce qui permet au matériau actif de regagner sa structure cristalline originale, restaurant ainsi l'état basse résistance dans lequel il peut à nouveau transporter le courant nominal spécifié. L'essentiel de ce refroidissement prend en général quelques secondes, mais ces dispositifs garderont une résistance légèrement plus élevée pendant des heures, tendant lentement à regagner la valeur initiale.
Comme ce genre de composant a une résistance inhéremment plus élevée qu'un fusible métallique ou un disjoncteur, son utilisation peut être difficile ou impossible dans les circuits qui ne tolèrent aucune réduction significative de la tension de travail, forçant le concepteur de choisir un de ces derniers.
Comme les fusibles métalliques, on doit tenir compte des conditions ambiantes : température et dissipation thermique ; une température élevée et un environnement ne permettant pas une bonne dissipation thermique réduisent le courant de maintien (nécessitent un détarage), et vice versa.
Dans les circuits enrobés (avec une résine rigide, voire tendre, par exemple à base de silicone), les fabricants recommandent de laisser un espace libre autour du fusible pour permettre la dilatation associée au fonctionnement, ce qui peut être obtenu en plaçant un petit capuchon sur le composant avant l'enrobage.
Certains dispositifs électroniques tels que la Transient Blocking Unit (TBU) sont en fait des disjoncteurs électroniques miniatures. Ils sont nettement plus rapides que les fusibles réarmables CTP, mais présentent une résistance tendanciellement plus importante, et ne sont disponibles que pour des courants modestes : ils sont plutôt adaptés à la protection de lignes de transmission de signaux.

## Paramètres du composant / définitions
- Résistance initiale : la résistance du composant, après fabrication
- Tension nominale : la tension appliquée maximale que le fusible peut couper sans dégât
- Courant de maintien : courant permanent admissible minimal garanti
- Courant de déclenchement : courant garantissant un déclenchement (différence avec le courant de maintien est due aux tolérances de fabrication)
- Temps de déclenchement : temps (maximal) avant déclenchement, pour un certain courant au-delà du courant de maintien
- État déclenché : état haute résistance dû à une surcharge
- Courant de fuite : courant résiduel à l'état déclenché
- Cycles de déclenchement : nombre garanti de cycles de déclenchement (à tension et courant nominaux) supportés sans défaillance
- Endurance en déclenchement : temps garanti supporté sans défaillance par le composant à l'état déclenché, sous tension nominale
- Dissipation de puissance : puissance dissipée par le composant dans son état déclenché
- Détarage (allègement de régime) thermique : effet de la température sur le courant de maintien (courbe de détarage)
- Hystérèse : intervalle d'hystérèse de courant entre le courant de déclenchement (augmentation) et le courant de réenclenchement (diminution)